# English Garden
Quinto - English Garden è il nono disco dei Quintorigo, pubblicato nel 2011.
Presenta alla voce per la prima volta il nuovo cantante Luca Sapio e un artwork di copertina disegnato da Marcello Crescenzi.

## Tracce
1. English Garden – 3:19
2. The Fault Line – 4:34
3. Teardrops – 3:15
4. How Does It Feel – 3:37
5. The Place They Claimed – 3:28
6. Somewhere Else – 3:42
7. Shepherd of the Sheep – 3:31
8. Candyman – 3:40
9. Lies! – 3:08
10. Hang Man Blues – 5:34
11. Burning Doubts – 3:37